# Cratere Gould

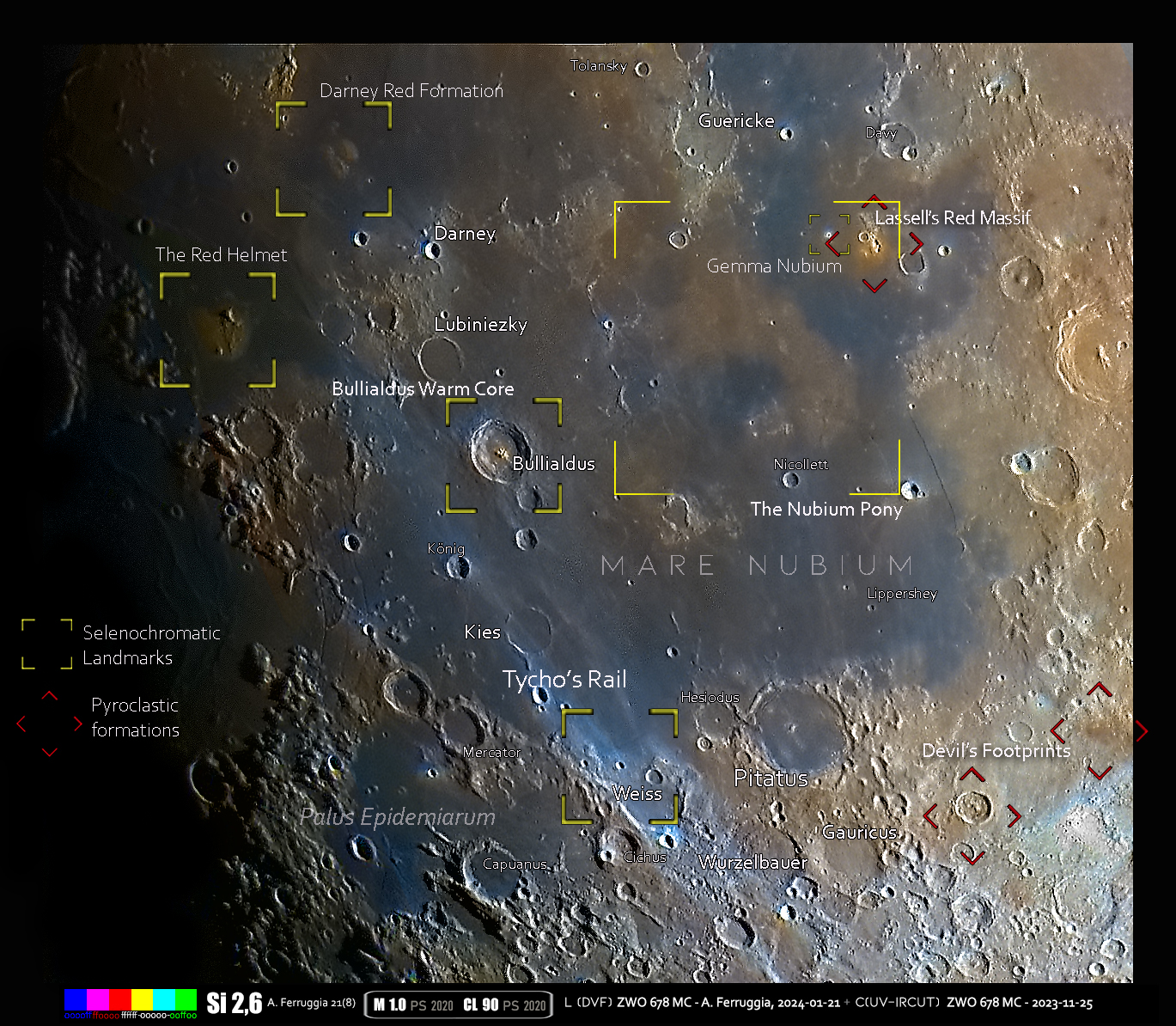
Area del cratere in immagine Si

Gould è un cratere lunare di 32,99 km situato nella parte sud-occidentale della faccia visibile della Luna, nel mezzo del Mare Nubium, a est-nordest del cratere Bullialdus e a sud dei resti del cratere Opelt.
Questo cratere è stato inondato da lava basaltica e ne restano solo alcuni segmenti del bordo esterno che si elevano dal mare circostante. La parte più intatta si trova nel quadrante occidentale formando una cresta curva. È ancora presente piccolo lato del bordo originale nella parte di nordest. A nord e sudest restano solo piccole creste del cratere e il bordo sud è stato completamente distrutto.
Una catena di piccoli crateri forma una linea che si estende dalla parte meridionale della superficie interna verso sudovest.
Il cratere è dedicato all'astronomo statunitense Benjamin Apthorp Gould.

## Crateri correlati
Alcuni crateri minori situati in prossimità di Gould sono convenzionalmente identificati, sulle mappe lunari, attraverso una lettera associata al nome.
| Gould | Coordinate            | Diametro (in km) |
| ----- | --------------------- | ---------------- |
| A     | 19°13′48″S 17°03′00″W | 3,34             |
| B     | 20°31′48″S 18°30′00″W | 3,55             |
| M     | 17°40′12″S 17°14′24″W | 41,54            |
| N     | 18°21′00″S 17°41′24″W | 17,33            |
| P     | 18°51′S 16°39′W       | 7,55             |
| U     | 18°13′12″S 14°58′12″W | 2,69             |
| X     | 20°54′36″S 16°55′12″W | 2,31             |
| Y     | 20°35′24″S 15°52′48″W | 2,46             |
| Z     | 19°33′36″S 15°09′36″W | 1,97             |